# Vrbno pod Pradědem
Vrbno pod Pradědem é uma cidade checa localizada na região de Morávia-Silésia, distrito de Bruntál.